# Nikita den Boer
Nikita den Boer, née le 8 janvier 1991 à Haarlem (Hollande-Septentrionale), est une athlète handisport néerlandaise concourant en T54 pour les athlètes en fauteuil roulant. Elle remporte le marathon de Londres 2020.

## Carrière
Nikita de Boer est née avec une spina bifida et se déplace en fauteuil depuis l'âge de 13 ans.
Lors des Mondiaux 2019, elle finit au pied du podium du 5 000 m T54, sa première course dans un grand championnat.
En 2020, elle remporte le marathon de Londres en 1 h 40 min 07 — record personnel — devant la Suissesse Manuela Schär et l'Américaine Jenna Fesemyer,.
Pour le dernier jour des Jeux de 2020 en septembre 2021, den Boer rafle la médaille de bronze du marathon T54 derrière l'Australienne Madison de Rozario et la Suissesse Manuela Schär. Quelques jours auparavant, elle avait également terminé 4e du 5 000 m T54 et 7e du 1 500 m T54.

## Palmarès

### Jeux paralympiques
- Jeux paralympiques d'été de 2020 à Tokyo :
  -  marathon T54

### Championnats d'Europe
- Championnats d'Europe 2021 à Bydgoszcz :
  -  1 500 m T54
  -  5 000 m T54
  -  800 m T54